# Maman Poupée
Maman Poupée è un film muto italiano del 1919 diretto da Carmine Gallone.